# Турана
Турана — горный хребет длиной около 300 км на Дальнем Востоке России на территории Амурской области, часть горной цепи Янкан — Тукурингра — Соктахан — Джагды. Максимальная высота — 1806 м (гора Средние Нанаки). На склонах до высоты 900 метров лиственничная и елово-пихтовая тайга, выше — кедровый стланик.